# Aranaí
A ilha Aranaí é uma ilha do município de Coari, no estado do Amazonas, no Brasil.

## Etimologia
"Aranaí" é um termo originário da língua geral setentrional e significa "rio dos aranás (nome de um peixe)" (araná, "araná" e 'y, "rio").